# 鹿波駅
鹿波駅（かなみえき）は、石川県鳳珠郡穴水町鹿波にあったのと鉄道能登線の駅である。2005年、能登線の廃止により廃駅となった。
駅周辺には目立った建物はなく、同線の白丸駅と共にいわゆる秘境駅として知られていた。

## 歴史
- 1959年（昭和34年）6月15日：日本国有鉄道（国鉄）能登線の駅として開業[1]。
- 1987年（昭和62年）4月1日：国鉄分割民営化により西日本旅客鉄道に承継される[1]。
- 1988年（昭和63年）3月25日：のと鉄道への転換により同社能登線の駅となる[1]。
- 2005年（平成17年）4月1日：能登線廃止に伴い廃駅。

## 駅構造
片面ホーム1面1線を持つ地上駅。無人駅であり、ホーム上に待合所があるのみ。

## 駅周辺
駅そのものは山間にあるが、鹿波川に沿って下ると石川県道34号線に至る。駅付近には農場がある。
- 石川県道34号能都穴水線
- 鹿波川

## 隣の駅
のと鉄道
能登線
比良駅 - 鹿波駅 - 甲駅